# Karl Schuhmann (Philosoph)
Karl Schuhmann (* 19. März 1941 in Hausen-Steinfeld; † 18. März 2003 in Utrecht) war ein deutscher Philosoph und Hochschullehrer für Geschichte der Philosophie.
Schuhmann studierte Philosophie an der Universität München, der Pädagogischen Hochschule Esslingen und der Katholieke Universiteit Leuven. Ebendort arbeitete er seit 1967 am Husserl-Archiv und edierte Schriften aus dem Nachlass von Edmund Husserl. Im Jahre 1975 wechselte Schuhmann zur Universität Utrecht, wo er den Lehrstuhl für Geschichte der Philosophie bis zu seinem Tode innehatte.
Im Jahr 2000 wurde er zum Mitglied der Königlich Niederländischen Akademie der Wissenschaften (KNAW) gewählt.

## Schriften (Auswahl)
- Cees Leijenhorst & Piet Steenbakkers (Hrsg.): Selected Papers on Phenomenology. Kluwer, Dordrecht 2004, ISBN 1-4020-1972-6.
- Cees Leijenhorst & Piet Steenbakkers (Hrsg.): Selected Papers on Renaissance Philosophy and on Thomas Hobbes. Kluwer, Dordrecht 2004, ISBN 1-4020-1973-4
- Die Fundamentalbetrachtung der Phänomenologie. Zum Weltproblem in der Philosophie Edmund Husserls. Den Haag 1971.
- Die Grundlage der Wissenschaftslehre in ihrem Umrisse. Zu Fichtes „Wissenschaftslehren“ von 1794 und 1810. Dordrecht, 1968.